# مالی در المپیک تابستانی ۲۰۲۴
کاروان المپیکی مالی، یکی از کاروان‌های شرکت‌کننده در بازی‌های المپیک تابستانی ۲۰۲۴ بود. این دوره از بازی‌ها از ۲۶ ژوئیه تا ۱۱ اوت ۲۰۲۴ (۵ تا ۲۱ امرداد ۱۴۰۳ خورشیدی) به میزبانی پاریس، پایتخت فرانسه برگزار شد. این کاروان پس از نخستین حضور در المپیک ۱۹۶۴، در تمامی ادوار المپیک به جز ۱۹۷۶ مونترال (در پی تحریم آفریقایی‌ها) شرکت کرده‌اند.

## شرکت‌کنندگان
در فهرست زیر، به ورزشکاران این کاروان اشاره شده است. در این آمار، ورزشکاران ذخیره شمرده نشده‌اند.
| ورزش        | مردان | زنان | مجموع |
| ----------- | ----- | ---- | ----- |
| دو و میدانی | ۱     | ۰    | ۱     |
| بوکس        | ۰     | ۱    | ۱     |
| فوتبال      | ۱۸    | ۰    | ۱۸    |
| شنا         | ۱     | ۱    | ۲     |
| تکواندو     | ۱     | ۰    | ۱     |
| مجموع       | ۲۱    | ۲    | ۲۳    |